# Демпси, Марк (футболист, 1964)
Марк Джеймс Де́мпси (англ. Mark James Dempsey; родился 14 января 1964, Манчестер) — английский футболист и футбольный тренер. С лета 2022 года является главным тренером команды «Манчестер Юнайтед» до 21 года.

## Карьера игрока
Уроженец Манчестера, Демпси начал футбольную карьеру в академии «Манчестер Юнайтед», подписав с клубом любительский контракт в мае 1980 года. В январе 1982 года подписал свой первый профессиональный контракт с клубом. В основном составе «Манчестер Юнайтед» дебютировал 2 ноября 1983 года в ответном матче второго раунда Кубка обладателей кубков УЕФА против клуба «Спартак (Варна)», выйдя на замену Кевину Морану во втором тайме. Не сумев пробиться в основной состав, в 1985 году отправился в аренду в «Суиндон Таун». В августе 1986 года покинул «Манчестер Юнайтед», проведя за клуб только два официальных матча.
С 1986 по 1988 год выступал за «Шеффилд Юнайтед», сыграв 72 матча и забив 12 голов в чемпионате и кубках. В 1988 году играл за «Честерфилд» на правах аренды.
В 1988 году перешёл в «Ротерем Юнайтед», за который выступал до 1991 года (89 матчей, 11 голов). С 1991 по 1994 год играл за клуб Футбольной конференции (пятый дивизион в системе футбольных лиг Англии) «Маклсфилд Таун».

## Тренерская карьера
После завершения карьеры игрока работал в футбольной академии «Манчестер Юнайтед». В феврале 2009 года занял тренерскую должность в футбольной академии норвежского клуба «Тромсё». 9 ноября 2010 года присоединился к тренерскому штабу Уле Гуннара Сульшера, который был назначен главным тренером норвежского клуба «Молде». После того как в январе 2014 года Сульшер возглавил валлийский клуб «Кардифф Сити» Демпси также вошёл в его тренерский штаб. В сентябре 2014 года после увольнения Сульшера покинул тренерский штаб клуба.

### «Хёугесунн»
В начале 2016 года Демпси был назначен главным тренером норвежского клуба «Хёугесунн». 14 июля 2016 года объявил о своей добровольной отставке с поста главного тренера.

### «Юргорден»
В августе 2016 года Демпси был назначен главным тренером шведского клуба «Юргорден». Работал в клубе до ноября 2016 года.

### Возвращение в «Молде»
29 декабря 2016 года норвежский клуб «Молде» объявил, что Демпси возвращается в клуб в качестве ассистента главного тренера Уле Гуннара Сульшера, подписав контракт на два с половиной года.

### «Старт»
1 декабря 2017 года Демпси был назначен главным тренером норвежского клуба «Старт». 18 мая 2018 года был уволен из-за плохих результатов команды.

### «Конгсвингер»
11 июня 2018 года Демпси был назначен главным тренером норвежского клуба второго дивизиона «Конгсвингер». В ноябре того же года покинул команду.

### «Манчестер Юнайтед»
После увольнения Жозе Моуринью в декабре 2018 года Демпси был приглашён в тренерский штаб Уле Гуннара Сульшера. После ухода Сульшера Демпси работал в футбольной академии «Манчестер Юнайтед».
Перед началом сезона 2022/23 был назначен главным тренером команды «Манчестер Юнайтед» до 21 года.

## Тренерская статистика
| Хёугесунн   | Норвегия | 1 января 2016  | 14 июля 2016   | 19 | 10 | 5  | 4  | 052,6 |
| Юргорден    | Швеция   | 3 августа 2016 | 6 ноября 2016  | 14 | 9  | 1  | 4  | 064,3 |
| Старт       | Норвегия | 1 декабря 2017 | 18 мая 2018    | 10 | 1  | 1  | 8  | 010,0 |
| Конгсвингер | Норвегия | 12 июля 2018   | 13 ноября 2018 | 15 | 6  | 4  | 5  | 040,0 |
| Итого       | Итого    | Итого          | Итого          | 58 | 26 | 11 | 21 | 044,8 |

## Личная жизнь
У Демпси шестеро детей, двоих из которых он усыновил.